# Libro di Taliesin

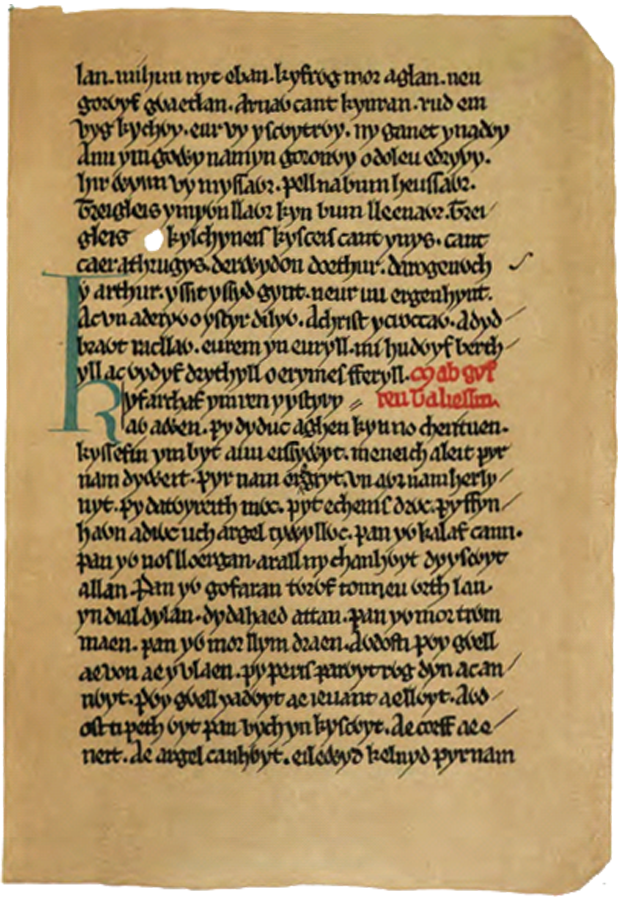
Llyfr Taliesin (Il libro di Taliesin)

Il libro di Taliesin porta il nome del bardo britannico Taliesin (c. 534 – c.599), che fu il primo poeta a scrivere in lingua gallese. Tuttavia, secondo gli studiosi fu scritto nel X secolo. Dato che tutta la poesia era trasmessa oralmente al tempo di Taliesin, un'ipotesi plausibile è che i suoi poemi furono messi per iscritto solo quattro secoli dopo di lui usando le ortografie del tempo. 
Dei poemi del Libro di Taliesin dodici sono indirizzati a dodici re storici conosciuti quali Cynan Garwyn, re del Powys, e Gwallogap Llaennog dell'Elmet. Otto, tuttavia, sono indirizzati a Urien Rheged. Un poema funebre è indirizzato a Owain, figlio di Urien. Il resto del libro contiene poemi con forti elementi mitologici, religiosi e sciamanici, ma anche elementi più tardi, frutto della realtà di chi mise per iscritto l'opera nel X secolo. Si discute se e quanti poemi (e quali elementi in questi) risalgano al tempo di Taliesin.